# Lepidopilum denticulatum
Lepidopilum denticulatum là một loài rêu trong họ Daltoniaceae. Loài này được Thér. F.D. Bowers mô tả khoa học đầu tiên năm 1994.